# 趙文同
趙文同（1513年—1570年），字一重，號晴溪，江西南昌府靖安縣人，軍籍，明朝政治人物。

## 生平
嘉靖二十二年（1543年）癸卯科江西鄉試第二十六名舉人。嘉靖二十九年（1550年）中式庚戌科會試第二十八名，三甲第一百一十七名進士。授福建上杭县知县，升南京兵部主事，遷車駕司郎中，出为武昌府知府，晉贵州按察司副使。以父年老，乞归养。隆庆四年（1570年）以荐起復河南副使，因去世未任，年五十八。

## 家族
曾祖趙子濱；祖父趙璉；父趙憲，母項氏；繼母余氏。具庆下。弟秋、耿。
生六子：天慶、天臨、天恩、天顯、天申、天民。一女嫁福建按察使吳一瀾長子吴廷植。